# Clondalkin
Clondalkin (forma anglicizzata) o Cluain Dolcáin (in irlandese) è una località della Repubblica d'Irlanda. Fa parte della contea di South Dublin, nella provincia di Leinster.